# Mathias Gehrt
Mathias Gehrt, né le 7 juin 1992 à Copenhague au Danemark, est un footballeur danois qui évolue au poste de milieu offensif.

## Biographie

### En club
Né à Copenhague au Danemark, Mathias Gehrt joue dans les équipes de jeunes du Farum Boldklub, avant de poursuivre sa formation au Brøndby IF. C'est ce club qui lui fait découvrir le football professionnel. Il joue son premier match lors d'une rencontre de championnat face au Lyngby BK, le 6 mars 2011. Il entre en jeu à la place de Ousman Jallow et les deux équipes se séparent sur un match nul (1-1 score final).
Le 22 août 2013, Mathias Gehrt rejoint les Pays-Bas afin de s'engager en faveur du ADO La Haye. Il signe un contrat de deux ans, plus deux années supplémentaires en option.
Le 9 novembre 2013, Gehrt se fait remarquer lors d'une rencontre de championnat face au SC Cambuur en réalisant un doublé. Titulaire, il permet à son équipe de s'imposer (3-0 score final),.
Libre après son départ de l'ADO La Haye, Mathias Gehrt s'engage en faveur du FC Helsingør le 25 septembre 2016, après un essai réussi. Son contrat s'étend jusqu'à la fin de l'année.
Le 28 janvier 2017, Mathias Gehrt s'engage avec le FC Roskilde, club évoluant en deuxième division danoise. Il signe un contrat de deux ans,.
Le 1er septembre 2018, Mathias Gehrt rejoint le Nykøbing FC.
Lors de l'été 2023, Mathias Gehrt rejoint le Hvidovre IF, club venant tout juste de valider sa promotion en première division danoise. Le transfert est annoncé dès le 16 juin 2023.

### En sélection
Mathias Gehrt représente l'équipe du Danemark des moins de 17 ans. Il joue un total de deux matchs avec cette sélection, les deux en 2008.
Mathias Gehrt joue son premier match avec l'équipe du Danemark espoirs contre le Portugal, le 17 novembre 2010. Il entre en jeu à la place de Bashkim Kadrii et les deux équipes se neutralisent (1-1 score final).